# João Alves de Souza
João Alves de Souza (* 5. Januar 1958) ist ein ehemaliger brasilianischer Langstreckenläufer.
Bei den Leichtathletik-Südamerikameisterschaften gewann er 1985 Bronze über 5000 m und Silber über 10.000 m. 1989 wurde er südamerikanischer Vizemeister im Crosslauf.
Im selben Jahr wurde er mit seiner persönlichen Bestzeit von 2:14:04 h Zweiter beim Frankfurt-Marathon hinter Herbert Steffny und siegte beim Calvià-Marathon. 1991 gewann er den München-Marathon.